# Behonne
Behonne je francouzská obec v departementu Meuse v regionu Grand Est. Žije zde 603 obyvatel.

## Geografie

### Sousední obce
| Růžice kompasu | Chardogne  | Vavincourt |                 | Růžice kompasu |
| Růžice kompasu | Fains-Véel | Sever      | Naives-Rosières | Růžice kompasu |
| Růžice kompasu | Fains-Véel | Behonne    | Naives-Rosières | Růžice kompasu |
| Růžice kompasu | Fains-Véel | Jih        | Naives-Rosières | Růžice kompasu |
| Růžice kompasu | Bar-le-Duc |            |                 | Růžice kompasu |